# Jérusalem

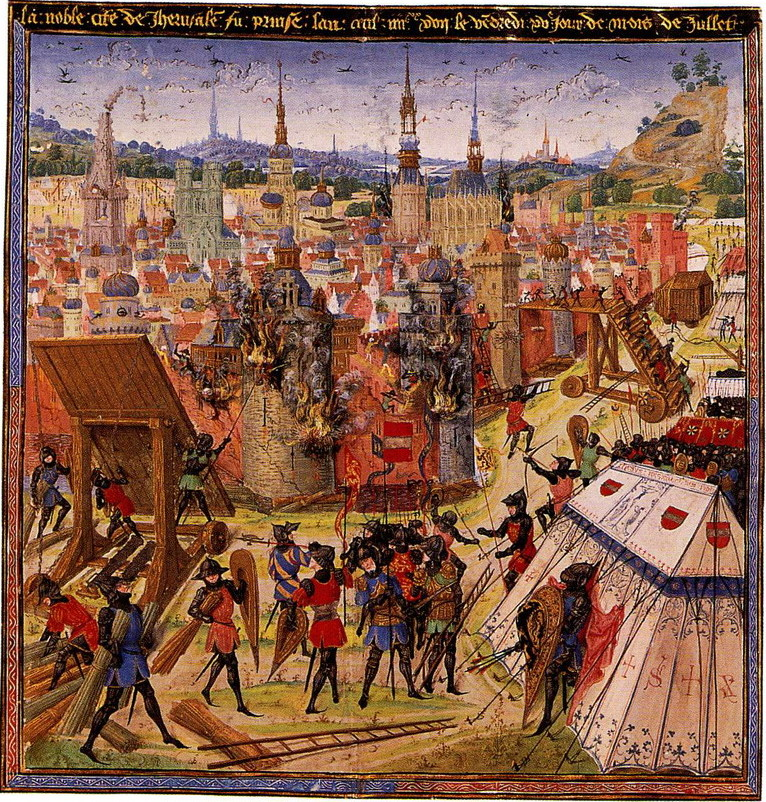
Capturarea Ierusalimului în 1099

 Jérusalem  (titlul original: în italiană Jérusalem) este prima operă a lui Giuseppe Verdi în stilul francez Grand opéra, cu intercalații de balet. Opera a fost creată prin prelucrarea operei I Lombardi alla prima crociata și are, ca și originalul, patru acte. 
Premiera (în limba franceză) a avut loc în ziua de 26 noiembrie 1847 la Académie Royale de musique din Paris. Libretiștii Alphonse Royer și Gustave Vaëz au tradus libretul original al lui Temistocle Solera, imaginând o nouă acțiune, în care personajele deveneau de origine franceză. Verdi a compus totodată multe noi părți, așa încât opera a fost acceptată ca piesă nouă, originală.
Acțiunea operei începe în Toulouse (Franța) în toamna anului 1095, după ce Papa Urban al II-lea la Conciliul de la Clermont (Franța) a cerut public recâștigarea controlului asupra orașului Ierusalim și a Țării Sfinte stăpânite de musulmani.
Durata operei: cca 170 minute.
Locul și anii de desfășurare a acțiunii: Clermont (Franța) (1095, actul I); Palestina (1099, actele 2, 3 și 4).

## Personajele principale
- Contele de Toulouse (bariton)
- Hélène, fiica sa (soprană)
- Isaura, dama ei de companie (soprană)
- Gaston, viconte de Béarn (tenor)
- Roger, fratele contelui de Toulouse (bas)
- Raymond, administratorul său (tenor)
- Emirul din Ramla (bas)
- Adhémar de Monteil, emisar papal (bas)
- cavaleri cruciați, sarazini, popor [1]